# Sóng dọc

Sóng xung áp

Biểu diễn sự lan truyền của sóng xung đa hướng trên lưới 2d (hình dạng thực nghiệm)

Sóng dọc là sóng trong đó sự dịch chuyển của môi trường cùng hướng với hoặc ngược hướng với hướng truyền của sóng. Sóng dọc cơ còn được gọi là sóng nén, bởi vì chúng nén và độ chân không trong khi di chuyển thông qua một phương tiện,và sóng áp lực, bởi vì chúng làm tăng và giảm áp suất.
Một loại sóng chính khác là sóng ngang, trong đó các li độ của môi trường nằm vuông góc với hướng truyền. Một số sóng ngang là cơ học, có nghĩa là sóng cần một phương tiện để truyền qua. Sóng cơ ngang cũng được gọi là "sóng cắt".

## Các ví dụ
Sóng dọc bao gồm sóng âm thanh (dao động trong áp suất, hạt li độ và vận tốc hạt truyền trong môi trường đàn hồi) và sóng P địa chấn (được tạo ra bởi động đất và các vụ nổ).
Trong các sóng dọc, sự dịch chuyển của môi trường song song với sự lan truyền của sóng và sóng có thể là thẳng hoặc tròn.

### Sóng âm thanh
Trong trường hợp sóng âm hài hòa theo chiều dọc tần số và bước sóng có thể được miêu tả bởi các công thức
{\displaystyle }
Trong đó:
- y là sự dịch chuyển của các điểm trên làn sóng âm.;
- x là là khoảng cách sóng đã di chuyển;
- t là thời gian trôi qua,
- y0 là biên độ dao động,
- c là tốc độ của sóng
- w là tần số góc của sóng.

x/c là khoảng thời gian sóng đi được khoảng x
Tần số (f) của sóng có công thức là:
{\displaystyle }
Bước sóng có thể được tính là mối quan hệ giữa tốc độ của sóng và tần số thông thường.
{\displaystyle }
Đối với sóng âm thanh, biên độ của sóng là chênh lệch giữa áp suất của không khí không bị xáo trộn với áp suất tối đa do sóng gây ra.
Tốc độ lan truyền của âm thanh phụ thuộc vào trạng thái vật chất, nhiệt độ và thành phần của vật chất mà nó truyền qua.

### Sóng áp lực
Trong môi trường đàn hồi có độ cứng,dao động sóng áp suất có dạng,
{\displaystyle }
{\displaystyle }
Trong đó:
- y0 là biên độ dao động của sóng.
- k là độ đàn hồi.
- x là khoảng sóng truyền dược.
- ω là tần số góc.
- t thời gian.
- φ là pha ban đầu.

Lực phục hồi, hoạt động để trả phương tiện về vị trí ban đầu, được cung cấp bởi mô đun số lượng lớn của phương tiện.

## Điện từ
Phương trình Maxwell dẫn đến dự đoán sóng điện từ trong chân không, là phương ngang (trong đó điện trường và từ trường thay đổi vuông góc với hướng truyền). Tuy nhiên, sóng có thể tồn tại trong thể plasma hoặc không gian hẹp, được gọi là sóng plasma, mà có thể là sóng dọc hoặc ngang, hoặc một hỗn hợp của cả hai. Sóng plasma cũng có thể xảy ra trong từ trường không lực. 